# Rügheim

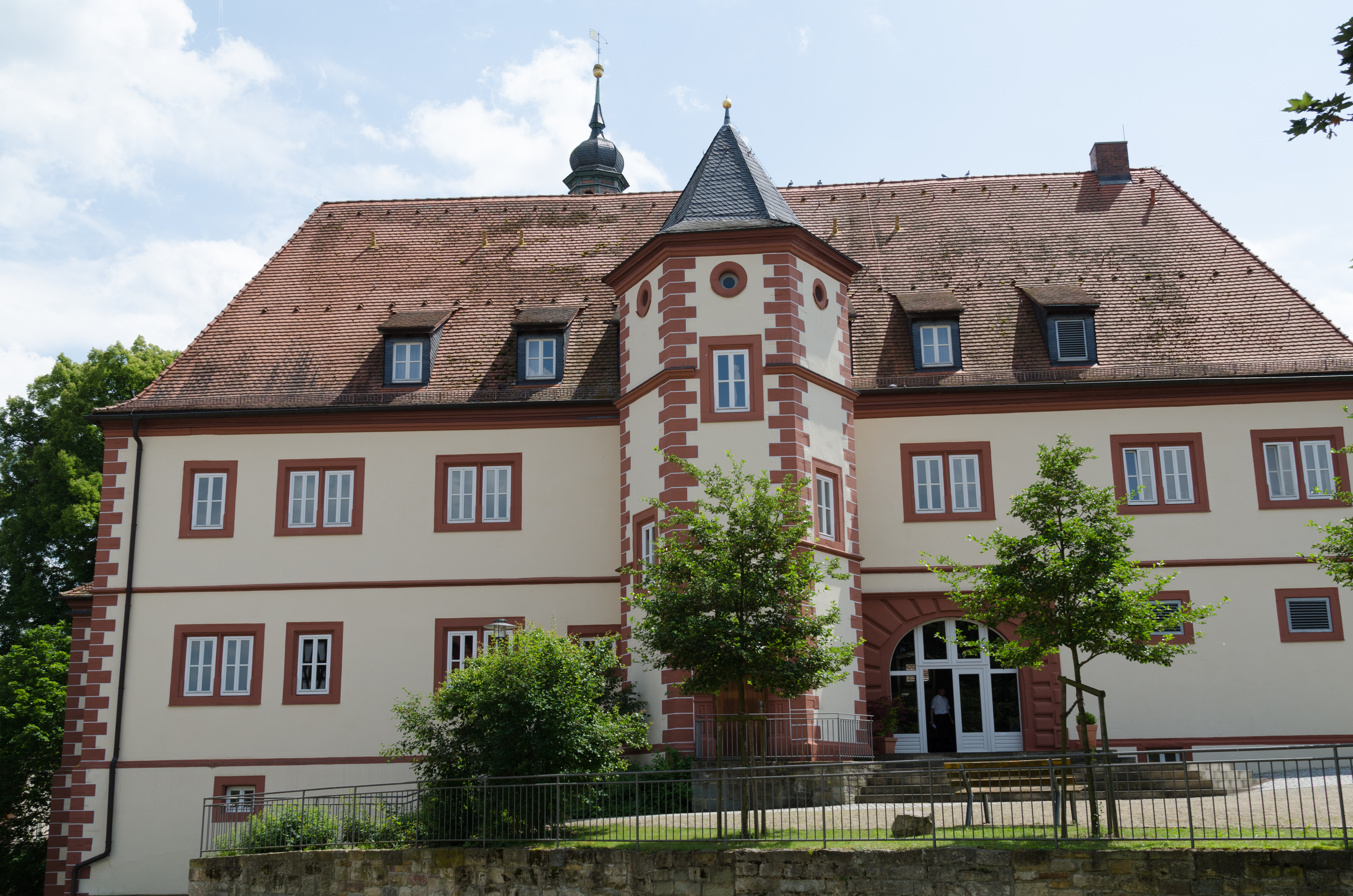
Der Schüttbau, heute Kultur- und Tagungszentrum

Rügheim ist ein Gemeindeteil der Stadt Hofheim in Unterfranken im Landkreis Haßberge in Bayern.

## Lage
Das Pfarrdorf liegt rund drei Kilometer südsüdwestlich von Hofheim.

## Geschichte
Erstmals urkundlich erwähnt wurde der Ort in einer Schenkungsurkunde des Klosters Fulda aus dem Jahre 814 n. Chr., die Ursprünge werden jedoch schon im 6. und 7. Jahrhundert vermutet. Seit dem 12. Jahrhundert war in Rügheim die Urpfarrei, Missions- und Mutterkirche für die im Umland liegenden Ortschaften.
Während der Reformation war Rügheim eine Keimzelle des evangelischen Bekenntnisses, ironischerweise predigte der ehemalige Abt des Augustinerklosters in Königsberg als Erster dort „evangelisch“, was selbst Bischof Georg IV. nicht verhindern konnte. Schon im Jahr 1527 wurden in der Rügheimer Kirche die ersten evangelischen Gottesdienste gehalten. 1809 wurde Rügheim Dekanatssitz.
Da die Fuchs von Rügheim evangelisch blieben, die Schaumberger aber katholisch, entschloss sich Veit von Schaumberg zum Bau eines eigenen Verwaltungssitzes, und so entstand ein weiteres bedeutendes Gebäude in Rügheim, der Schüttbau, der 1548 erstmals erwähnt wurde.
Während das Schloss, in dem seit 1720 der Ritterkanton Baunach seinen Sitz hatte, im Zuge der Säkularisation an Bayern fiel (der Vater des Dichters Rückert hat 1806/1807 als Territorialkommissar die „Abwicklung“ überwacht) und langsam baufällig wurde, zudem unter Einquartierung französischer Truppen gelitten hatte und schließlich 1816 auf Abbruch verkauft wurde, blieb der Schaumberg’sche Schüttbau erhalten und wurde nach der Eingemeindung Rügheims nach Hofheim restauriert.

## Baudenkmäler

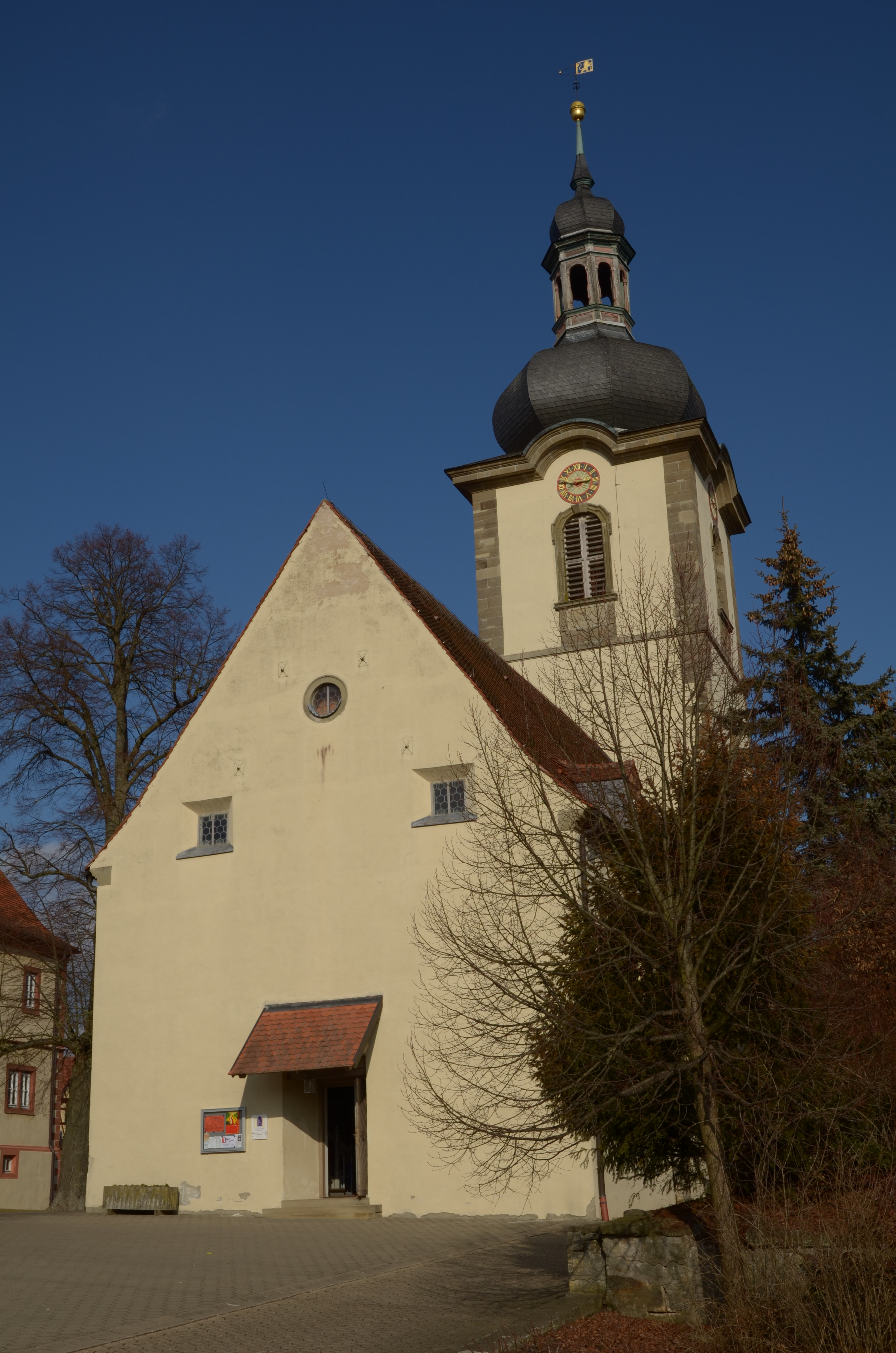
Pfarrkirche Rügheim

- Schloss Rügheim

Es wird vermutet, dass die Ursprünge des Schlosses Rückheim bereits aus dem 12. Jahrhundert stammen. Heute lässt sich nur erahnen, dass das Schloss selbst einst eine prächtige herrschaftliche Anlage war. Es befand sich gegenüber dem Marktplatz entlang der Hauptstraße. Klaus Gimmler (Mainpost) schreibt in seinem Artikel über die Entdeckung eines archäologisch bedeutenden Baubefunds: „1695 wird das ‚Hauß Richheim‘ – gemeint ist das Schloss – als vierstöckig beschrieben. Daraus geht hervor, dass das Schloss von einem drei Meter breiten Wassergraben umgeben war.“
- Kirche Rügheim

Chroniken berichten, dass der Rügheimer Pfarrsprengel bereits 1407 über 20 Orte umfasste, unter anderem bis in den Altlandkreis Ebern hinein. Damit gilt die Rügheimer Kirche als eine der ältesten im Haßgau. Deshalb liegt die Vermutung nahe, dass Rügheim eine so genannte Missionspfarrei war, also bereits in der Zeit entstand, in der Missionars-Schüler des Bonifatius dort Fuß fassten (etwa Mitte/Ende des achten Jahrhunderts).
- Die Pfarre Nordhalben

Die Pfarrkirche, an deren statt vorher eine Kapelle war, wurde wahrscheinlich zwischen den Jahren 1556 und 1561, unter der Regierung des Fürstbischofs Georg Fuchs von Rügheim, dessen Wappen am Hauptportal der Kirche als auch am Schwibbogen ihres Tors angebracht ist, erbaut.
- Rathaus (Rügheim)
- Kommunbrauhaus (Rügheim)

## Persönlichkeiten
- Georg IV. Fuchs von Rügheim (1519–1561), Bischof zu Bamberg von 1556 bis 1561
- Gert Denninger (* 1951), Physiker und Hochschullehrer

## Sonstiges
Die Familiennamen Rückheim, Rügheim aber auch Richheim sind sogenannte Herkunftsnamen, die auf den Ort Rügheim zurückgehen. Unterschiedliche Schreibweisen entstanden über die Jahrhunderte aufgrund herkunftstypischer Aussprache, Dialekte und eine anfänglich nur kleine Bevölkerungsschicht mit Schreib- und Lesekenntnissen.